# Телепат-убийца
«Телепат-убийца» (англ. Psychic Killer) — кинофильм.

## Сюжет
Психически больной убивает людей, которые его обидели, используя телепатические возможности.

## В ролях
- Пол Берк — лейтенант Морган
- Джим Хаттон — Арнолд Мастерс
- Джули Адамс — доктор Лаура Скотт
- Нехемия Персофф — доктор Губнер
- Нэвилл Брэнд — Лемоновски
- Альдо Рэй — лейтенант Андерсон
- Уит Бисселл — доктор Пол Тейлор
- Род Камерон — доктор Коммангер